# Perizoma cinereolimitata
Perizoma cinereolimitata là một loài bướm đêm trong họ Geometridae.